# Большой Лондон
Большо́й Ло́ндон (англ. Greater London) — административная единица в Англии, обычно также известная как Лондон. Состоит из 32 районов (лондонских боро) и Лондонского Сити. Был образован в 1965 году из Лондонского графства и частей других близлежащих графств. Само название Большой Лондон в разных значениях существовало до образования нынешней административной единицы.
С 1994 года (под названием Лондон) также является одним из девяти регионов Англии и впоследствии — единицей первого уровня в рамках Номенклатуры территориальных единиц для целей статистики Европейского союза.
Энциклопедия Британника определяет Большой Лондон как метропольное графство, хотя официально он этого статуса не имеет.
Сити имеет особый политический статус и возглавляется лорд-мэром Лондонского Сити. Монарх оставляет за собой право на создание Лейтенантской комиссии с функциями лорд-лейтенанта.

## История
Лондон делится на Сити и намного более крупный Большой Лондон. Это разделение существует, поскольку после того, как Лондон вырос и поглотил ряд соседних населённых пунктов, несколько проведённых административных реформ не смогли объединить Сити с остальной столицей, и его уникальная политическая структура сохранилась до наших дней. Расширение Лондона продолжилось, различные договорённости, принимаемые с 1855 года, позволили ему регулировать всё большую и большую площадь, пока в 1965 году не была создана новая административная единица — Большой Лондон.
Термин Большой Лондон использовался и до 1965 года, обозначая территорию, которая совпадала с городским полицейским дистриктом (к примеру в переписи 1901 года), городским водным советом (одобрено советом лондонского графства в целях статистики), лондонской территорией пассажирского транспорта и площадью, определённой генеральным регистратором как агломерация Большого Лондона. Между 1913 и 1916 годами была разработана Программа магистралей Большого Лондона. Самой ранней формой новой административной единицы был План региона Большой Лондон, разработанный в 1927 году. Тогда по плану регион включал 4810 км2 и в нём проживало 9 миллионов человек.

### Официальное создание Большого Лондона
Большой Лондон — регион на юго-востоке Англии, объединяющий административное графство Лондона и города-графства Лондонский Сити, бо́льшую часть административного графства Мидлсекс и часть административных графств Кент, Суррей, Эссекс и Хартфордшир в одну особую административно-территориальную единицу. Образован в 1965 году.

## География
Самый маленький по площади регион Англии, занимает территорию 1572 км² и граничит на севере с регионом Восточная Англия, на юге с регионом Юго-Восточная Англия.

### Городские агломерации
На территории региона Большой Лондон расположена основная часть крупнейшей в Англии городской агломерации Большой Лондон, в которой, по данным министерства статистики от 2012 года, проживает 8 308 400 человек.

## Демография
На территории Большого Лондона по данным 2021 года проживает 8 899 375 человек (второе место среди регионов), при средней плотности населения 5 671 чел./км².

## Политика и административное устройство

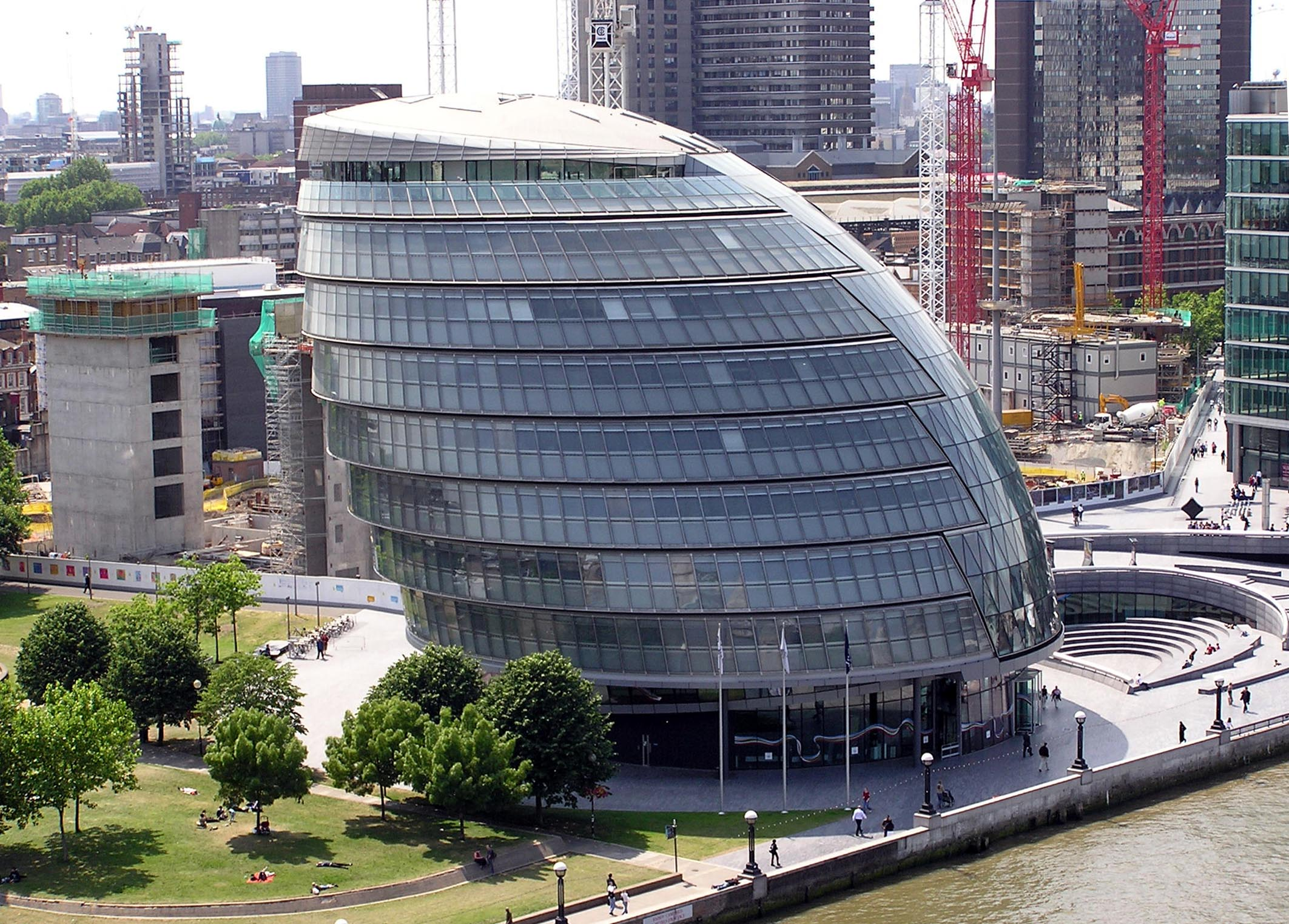
Администрация Большого Лондона располагается в London City Hall

Логотип администрации Большого Лондона

### Власть и местное самоуправление
Администрация Большого Лондона создана 3 июля 2000 года (вместо упразднённого в 1986 году Совета Большого Лондона) и обеспечивает поддержку в работе Мэру Лондона и его команде, а также Лондонской ассамблее в представлении интересов жителей Лондона. В отличие от избираемой должности Мэра и избираемой Ассамблеи, Администрация Большого Лондона является постоянно действующим органом.
Мэр Лондона избирается жителями Большого Лондона путём прямого голосования. 6 мая 2008 года вторым Мэром Лондона стал Борис Джонсон, родившийся в 1964 году в Нью-Йорке (США), член консервативной партии Великобритании.
Ассамблея Лондона состоит из 25 членов:
- 14 членов Ассамблеи — по одному от каждого из 14 избирательных округов Большого Лондона
- 11 членов Ассамблеи — от каждой из партий, пропорционально набранным голосам во вселондонском голосовании, партия должна набрать не менее 5 % голосов

В результате последних выборов, 12 членов Ассамблеи — представители лейбористской партии

#### Районы Лондона
Большой Лондон состоит из 32 административных единиц, называемых боро (в списке — со 2 по 33) и церемониального графства Лондонский Сити (первое в списке). 12 боро и Сити образуют Внутренний Лондон (англ. Inner London), остальные 20 — Внешний Лондон (англ. Outer London). Сити не является боро, это административная единица с особым статусом «Sui generis».
В списке в скобках указаны данные о населении согласно переписи 2011 года.
| 1. Лондонский Сити (7 375) (не является боро) 2. Вестминстер (219 600) 3. Кенсингтон и Челси (158 300) 4. Хаммерсмит и Фулем (182 400) 5. Уондсуэрт (307 700) 6. Ламбет (304 500) 7. Саутуарк (288 700) 8. Тауэр-Хамлетс (256 000) 9. Хакни (247 200) 10. Ислингтон (206 300) 11. Камден (220 100) 12. Брент (312 200) 13. Илинг (339 300) 14. Хаунслоу (254 900) 15. Ричмонд-апон-Темс (187 500) 16. Кингстон-апон-Темс (160 400) | 1. Мертон (200 500) 2. Саттон (191 100) 3. Кройдон (364 800) 4. Бромли (310 600) 5. Луишем (276 900) 6. Гринвич (255 500) 7. Бексли (232 800) 8. Хаверинг (237 900) 9. Баркинг и Дагенем (187 000) 10. Редбридж (281 400) 11. Ньюэм (310 500) 12. Уолтем-Форест (259 700) 13. Харинги (255 500) 14. Энфилд (313 900) 15. Барнет (357 500) 16. Харроу (240 500) 17. Хиллингдон (275 500) | Районы Лондона |

Статус Сити:
- Лондонский Сити управляется местным советом[14] и возглавляется мэром со времени не позднее 1189 года, когда первым известным нам Лорд-мэром Лондонского Сити (тогда ещё просто Мэром Лондона, стал Генри Фитц-Эйлуин[англ.])[15].
- Вестминстерский Сити в современных своих границах управляется местным советом и возглавляется Лорд-Мэром Вестминстера с 1965 года[16].

### Церемониальные функции
Церемониальные функции в регионе разделены между двумя церемониальными графствами — Большой Лондон и Лондонский Сити. Представителями монарха в этих церемониальных графствах являются Лорд-лейтенант Большого Лондона и Его Величества Лейтенантская комиссия в Лондонском Сити, которую возглавляет Лорд-мэр Лондонского Сити.

## Города-побратимы
- Берлин, Германия (2000)
- Москва, Россия (1561)
- Нью-Йорк, США (2001)
- Париж, Франция
- Пекин, Китай (2006)[20]
- Токио, Япония (2005)